# Cundinamarca indistincta
Cundinamarca indistincta är en fjärilsart som beskrevs av W. Warren 1904. Cundinamarca indistincta ingår i släktet Cundinamarca och familjen mätare. Inga underarter finns listade i Catalogue of Life.